# Gare de Monaco-Monte-Carlo
Gare de Monaco-Monte-Carlo vasútállomás Monacóban, Monte Carlóban. Ez a kis ország egyetlen vasútállomása, mely teljes egészében a föld alatt található.

## Története

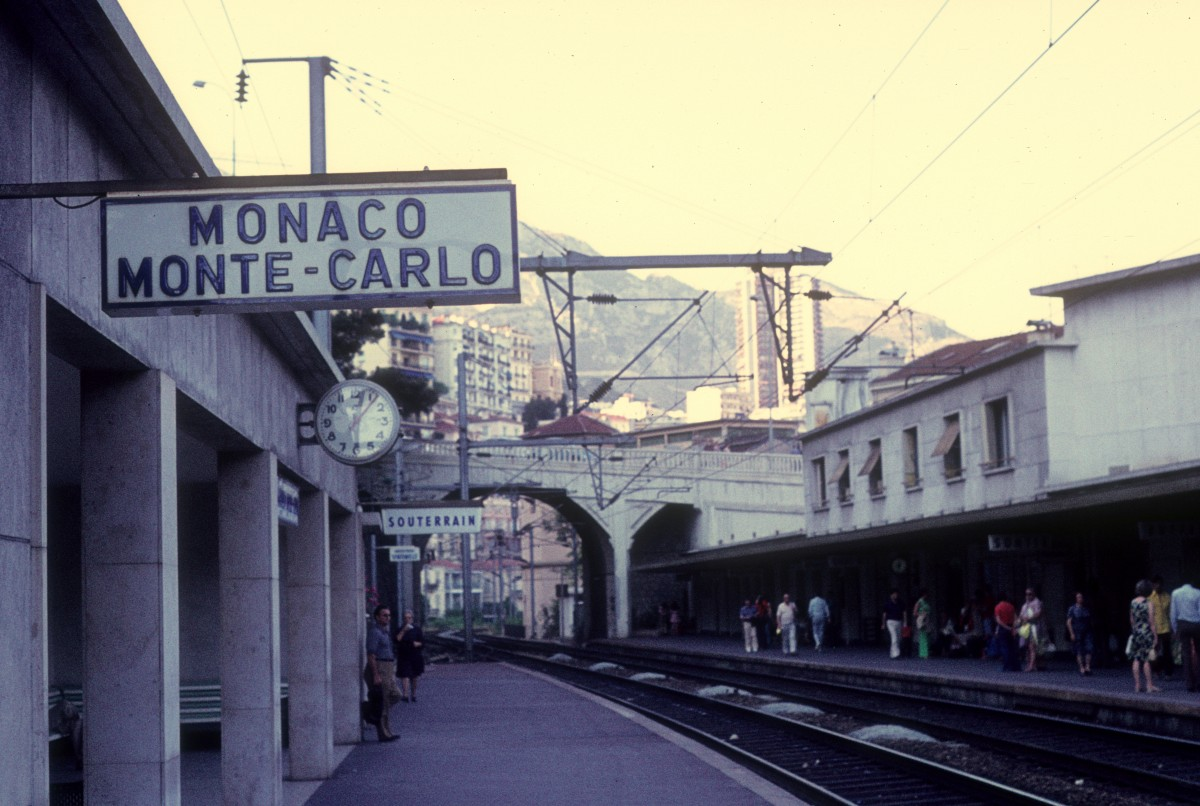
Az állomás 1974-ben

Monacót a vasút 1868-ban érte el. A kis városállam egyetlen vasútállomásának a neve Gare de Monaco lett. Az 1950-es években alagutat építettek a vonatoknak, és az állomást is átnevezték Monte Carlo névre. Az 1990-es években újabb alagút épült, mely 1999 december 7-én nyílt meg. Ekkor már a teljes ország vasúthálózata, beleértve az állomást is, teljesen a föld alá került. Az új állomás háromvágányos, kettő szélső és egy középperonnal.

## Képek

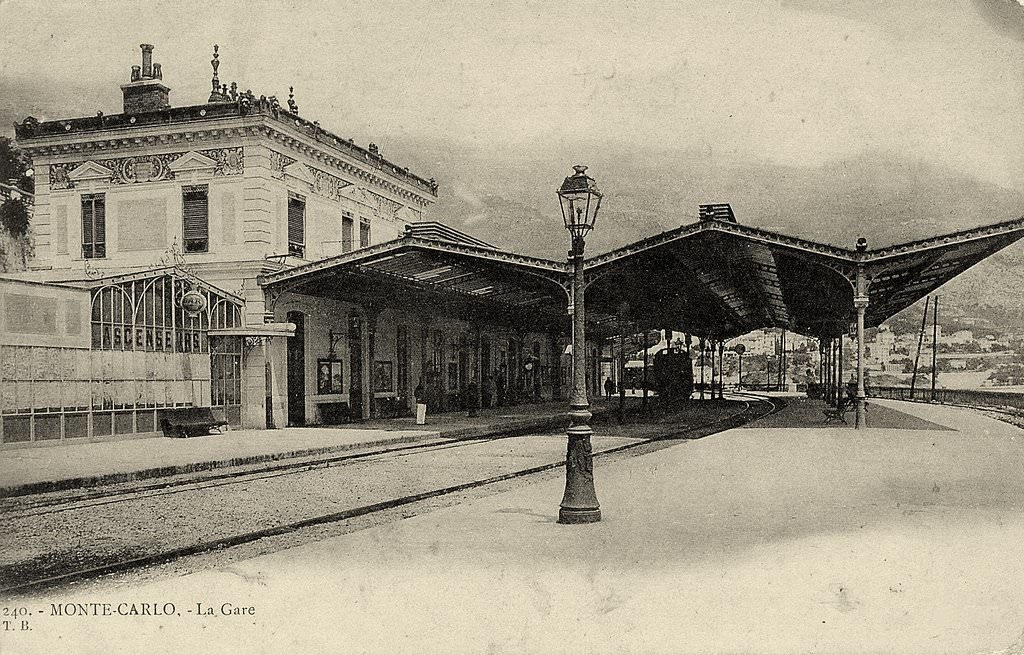
Monaco egykori vasútállomása
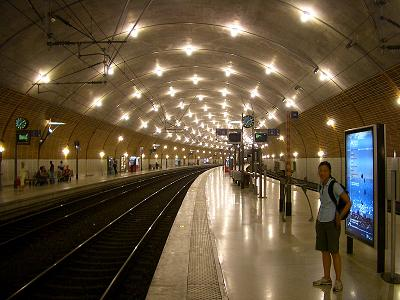
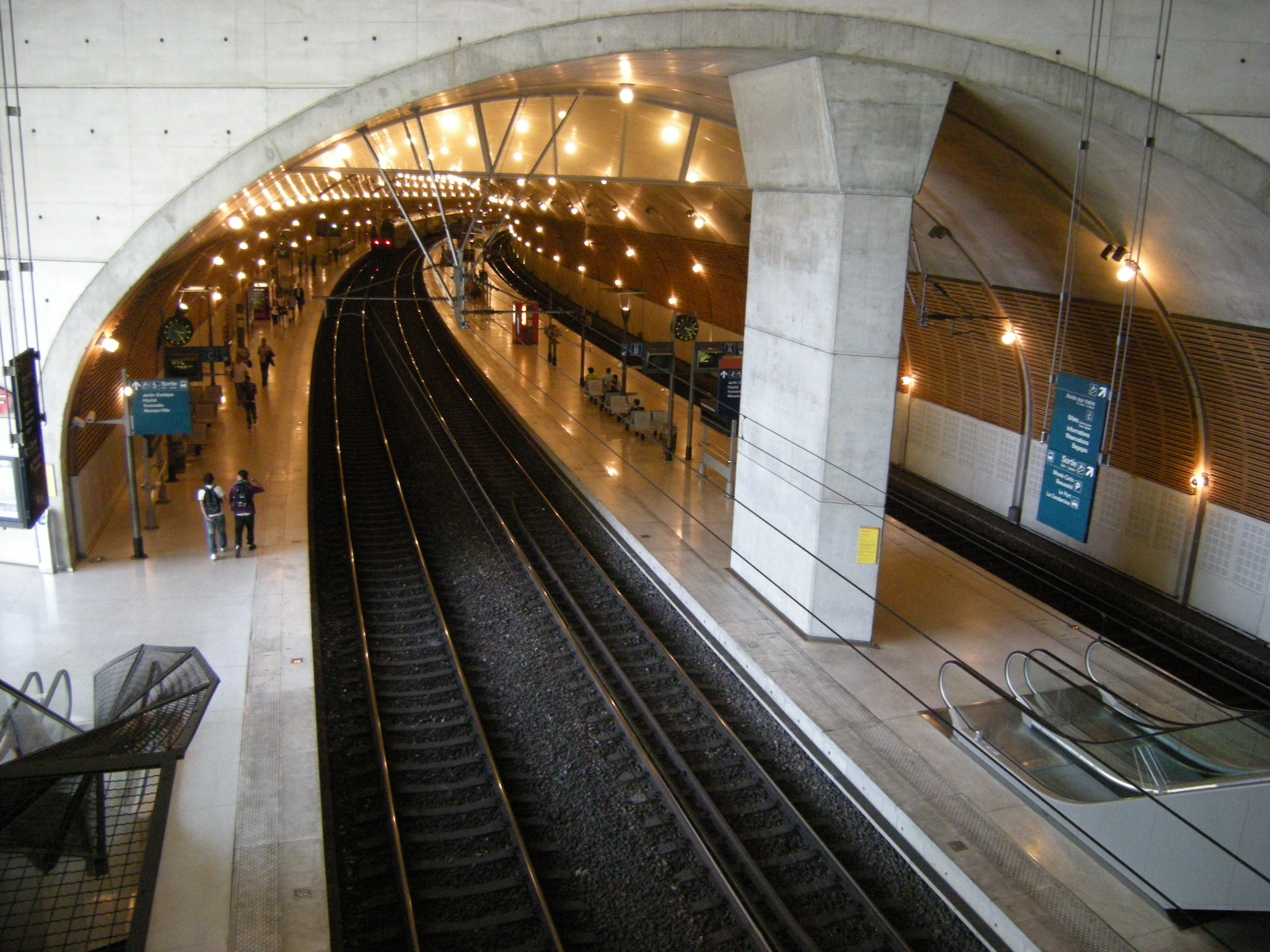
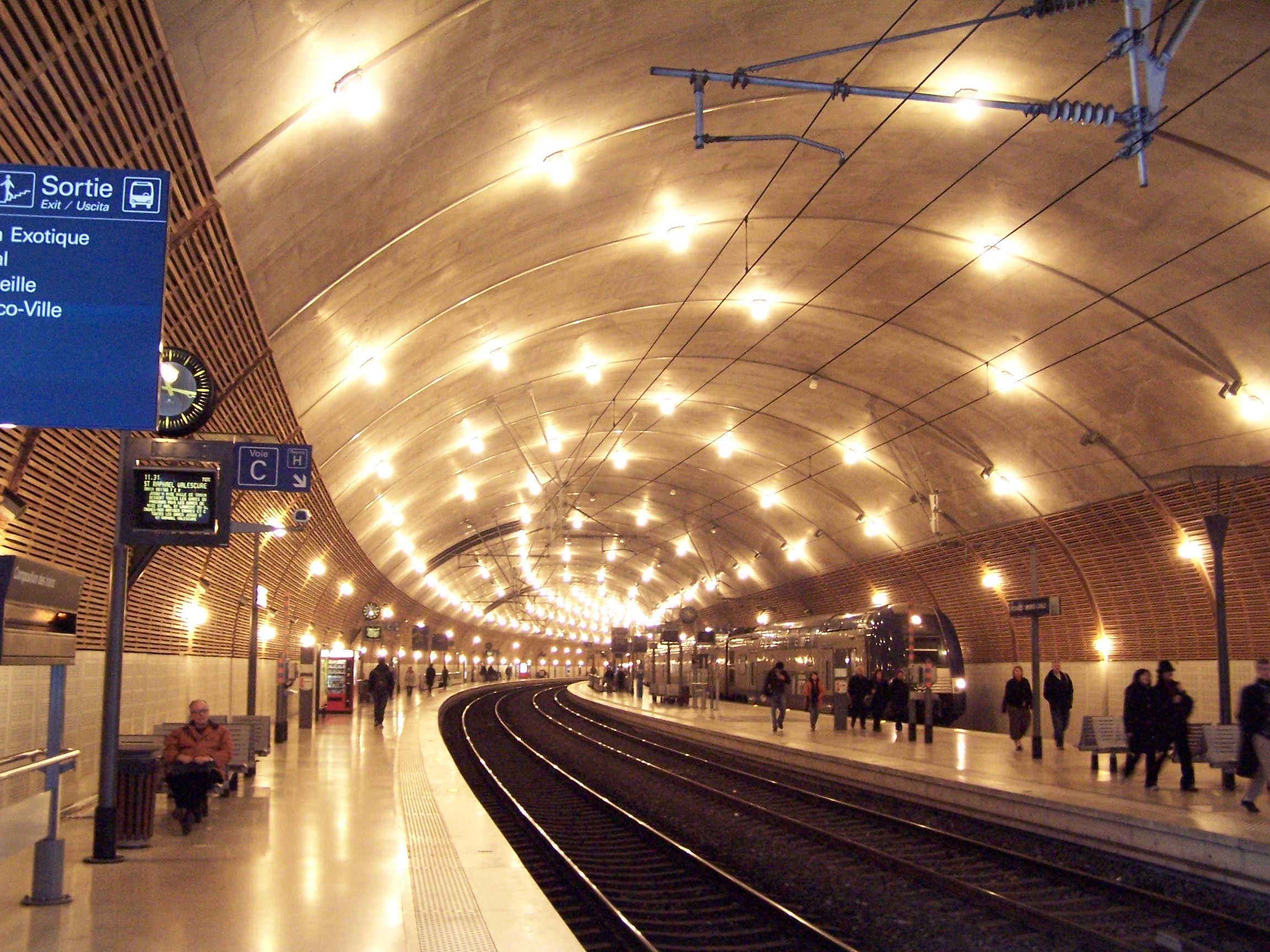
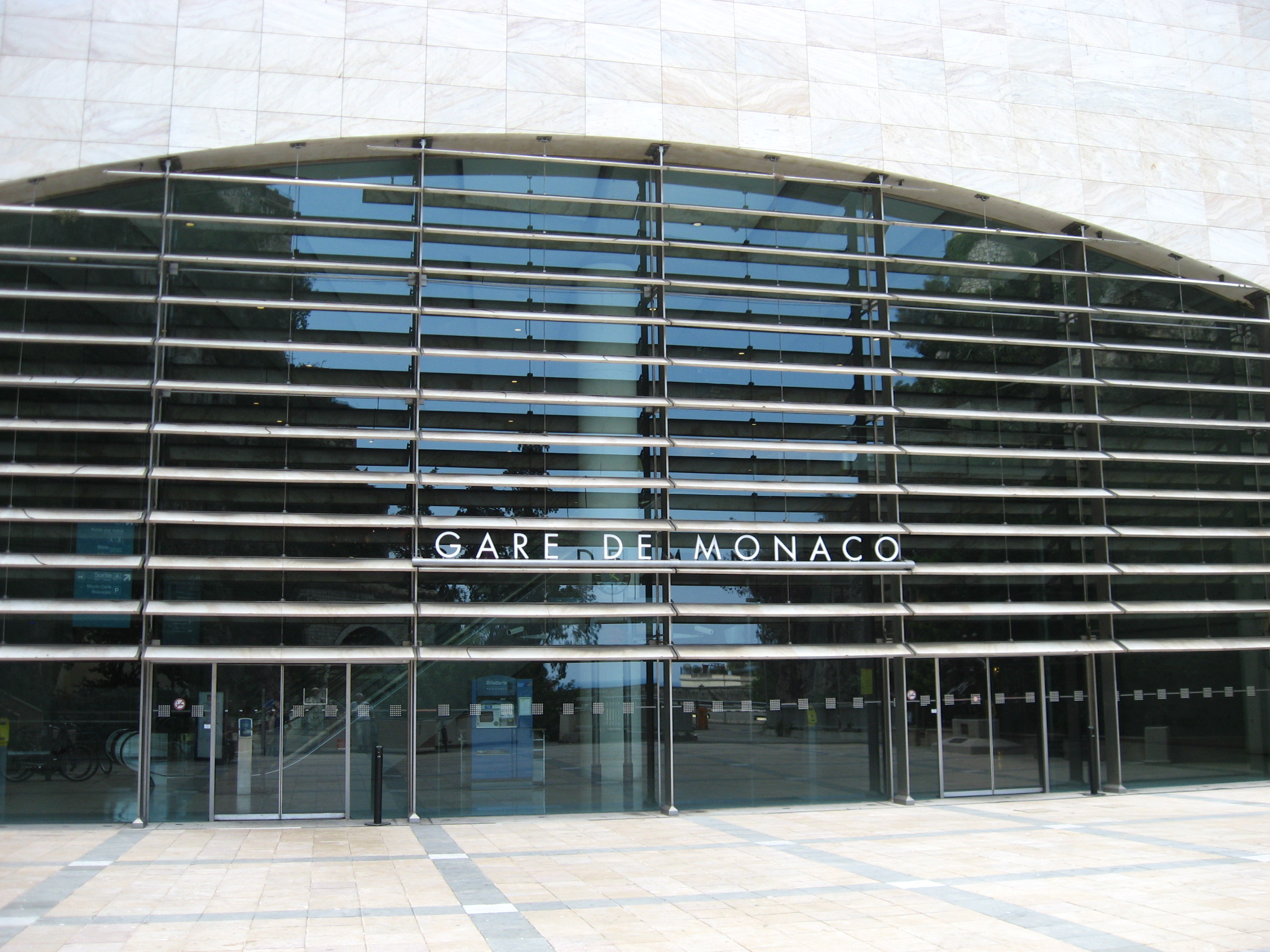
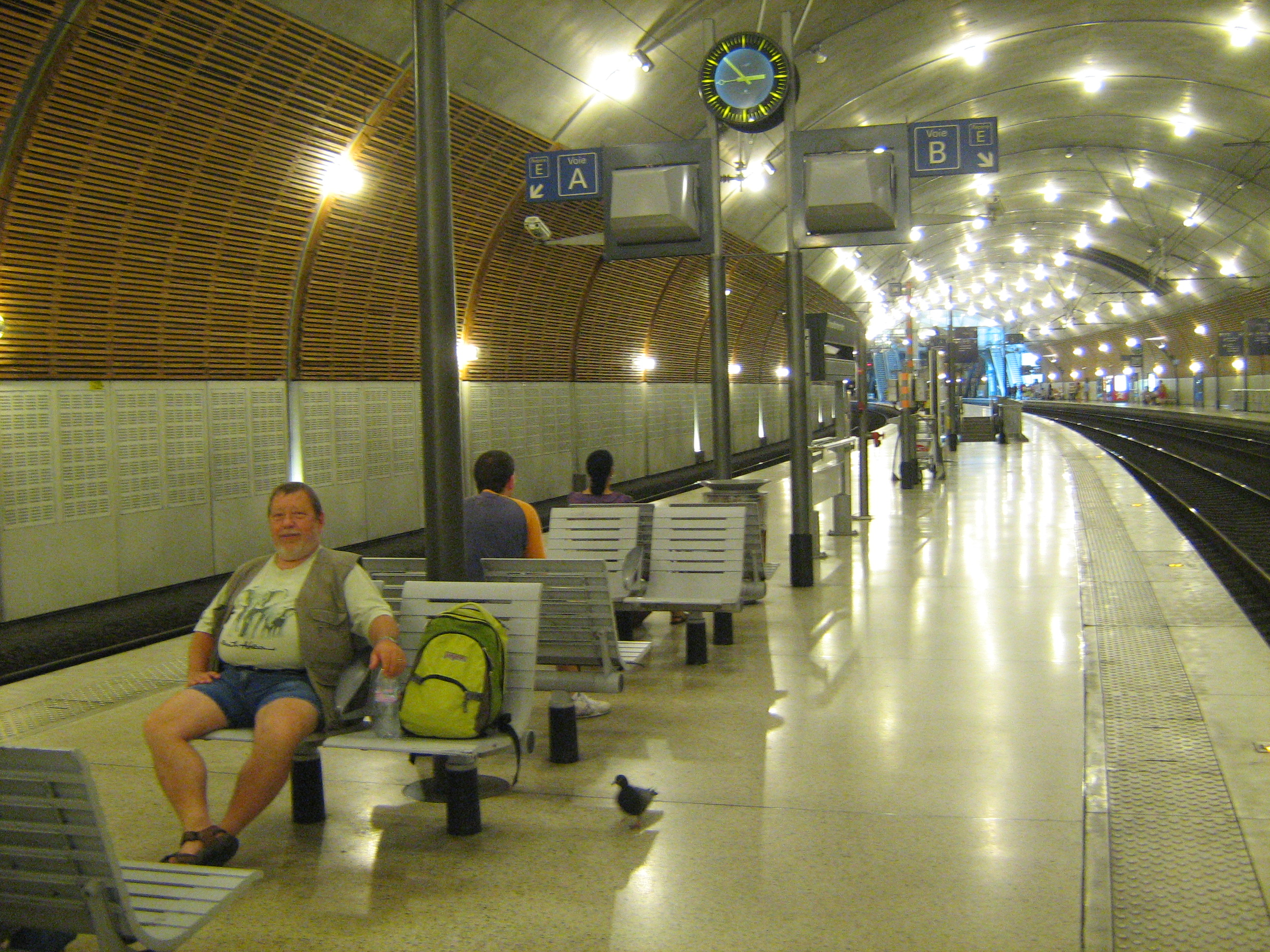

## Vasútvonalak
Az állomást az alábbi vasútvonalak érintik:
- Marseille–Ventimiglia-vasútvonal

## Kapcsolódó állomások
A vasútállomáshoz az alábbi állomások vannak a legközelebb:
- Gare de Cap-d’Ail
- Halte de Monte-Carlo-Country-Club
- Gare de Roquebrune-Cap-Martin

## Forgalom
- Nagysebességű vonatok: (TGV): Párizs - Avignon - Cannes - Nizza - Ventimiglia
- EuroCity vonatok: (Thello) Marseille - Cannes - Nizza - Monaco - Ventimiglia - Genova - Milánó
- Éjszakai vonatok (Russian Railways) Nizza - Milánó - Innsbruck - Bécs - Varsó - Minszk - Moszkva
- Helyi személyvonatok: (TER Provence-Alpes-Côte-d'Azur) Grasse - Cannes - Nice - Monaco - Ventimiglia

## Kapcsolódó szócikk
- TGV-állomások listája